# Aphra Brandreth
Aphra Brandreth, née le 18 juillet 1978, est une personnalité politique britannique, membre du Parti conservateur qui est députée de Chester South and Eddisbury depuis 2024.
Aphra Brandreth est vice-présidente des Femmes Conservatrices et coanime le Commonwealth Poetry Podcast avec son père Gyles Brandreth, en partenariat avec l’université de Chester et la Royal Commonwealth Society.
En 2024, elle est élue députée de Chester South and Eddisbury avec 19 905 voix.

## Biographie

### Origines
Son père Gyles Brandreth, est un ancien député de Chester et chancelier de l'université de Chester, connu pour avoir introduit la loi sur le mariage de 1994.

### Carrière professionnelle
Aphra Brandreth est vice-présidente de l'Organisation des Femmes Conservatrices.
Avec Gyles Brandreth, elle présente le Commonwealth Poetry Podcast, en partenariat avec l’université de Chester et la Royal Commonwealth Society, pour explorer les aspects littéraires des 56 pays membres.

### Carrière politique
En 2019, Aphra Brandreth se présente pour Kingston et Surbiton et obtient la deuxième place derrière Ed Davey.
En 2023, elle est investie comme candidate conservatrice pour la nouvelle circonscription de Chester South et Eddisbury. Lors de son premier discours à la Chambre des communes, elle exprime son intention de travailler à l'amélioration des services locaux, tels que les transports et la connectivité, tout en soutenant les agriculteurs et les infrastructures locales,,.
En 2024, Aphra Brandreth y est élue avec 19 905 voix, devançant Angeliki Stogia du Parti travailliste, qui recueille 16 848 voix,.